# Mas Florit
El Mas Florit és un edifici del municipi de Torrelles de Foix (Alt Penedès) que forma part de l'Inventari del Patrimoni Arquitectònic de Catalunya.

## Descripció
És una masia situada a l'esquerra del riu Foix, en una plana i envoltada d'horts. És un edifici de planta quadrangular, format per planta baixa, pis i golfes. La coberta és a quatre vessants. El portal d'entrada és amb llinda de fusta i mènsules esculpides en pedra. Hi ha diverses construccions annexes per a ús agrícola. El conjunt es completa amb un baluard que tanca la part davantera.

## Història
Al mas hi ha una inscripció amb la data del 1680. L'antiga masia es trobava dalt d'un turó. D'aquest primer edifici encara es conserven arqueres de mig punt, així com diversos objectes de pedra treballada.